# Satellitenzentrum der Europäischen Union
Das Satellitenzentrum der Europäischen Union (EUSC, englisch European Union Satellite Centre) ist eine Agentur der Europäischen Union mit Sitz in Torrejón in der Nähe von Madrid. Seine Aufgaben umfassen die Sammlung und Auswertung von Informationen, die mit Hilfe von Satelliten gewonnen werden. Die Informationen dienen der Entscheidungsfindung im Rahmen der Gemeinsamen Außen- und Sicherheitspolitik, der zweiten Säule der EU.
Das Zentrum wurde am 20. Juli 2001 im Rahmen einer Gemeinsamen Aktion im Sinne des Art 14 EU-Vertrag vom Rat der Europäischen Union beschlossen und hat seine operative Arbeit für die EU am 1. Januar 2002 aufgenommen. Die personellen und materiellen Ressourcen des Zentrums wurden von der Westeuropäischen Union übernommen, für die das Zentrum seit seiner Errichtung im Jahre 1992 tätig war.
Neben der Unterstützung der Entscheidungsfindung ist das Zentrum auch mit der Ausbildung von Personal auf dem Gebiet der digitalen Satellitenbildauswertung und der Erstellung geographischer Informationssysteme betraut. Das Zentrum arbeitet im Rahmen seiner Aufgaben eng mit der Europäischen Verteidigungsagentur sowie der Europäischen Agentur für die Sicherheit des Seeverkehrs zusammen.
Im Rahmen des Pesco-Projekt „Common Hub for Governmental Imagery (CoHGI)“ ist das EUSatCen in vollem Umfang eingebunden, um seine Fähigkeiten zur Erfüllung seines Kernauftrags zu verbessern. Grundsätzliches Ziel des Projektes ist die Einrichtung einer gemeinsamen Drehscheibe zur Erleichterung des Austauschs von als Verschlusssache eingestuften Regierungsbildern auf europäischer Ebene, sowohl zwischen den Mitgliedstaaten als auch mit EU-Einrichtungen.
Der Leiter des Zentrums ist seit 1. Juni 2019 der Rumäne Sorin Dumitru Ducaru. Er folgte auf Tomaž Lovrenčič (Slowenien), der seit 1. Januar 2010 im Amt war.